# Ayahuasca

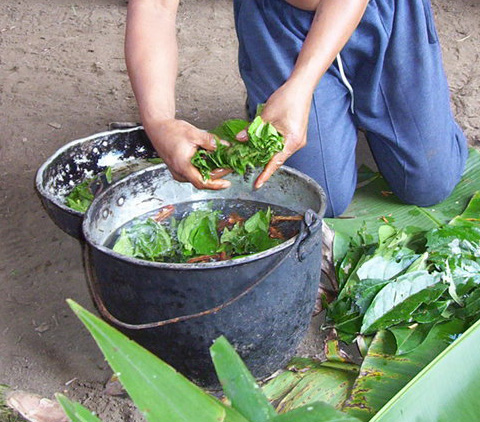
Ayahuascakokning i Bolivia

Ayahuasca (quechua för 'de dödas ranka/själarnas lian') är ett av många namn på växten Banisteriopsis caapi. Ofta används namnet även som ett samlingsnamn för den psykedeliska brygd som görs på en kombination av caapi och någon växt innehållande DMT, vanligtvis Psychotria viridis (chacruna) eller Diplopterys cabrerana (chaliponga).

## Historik

### Schamanistisk användning
Ayahuasca-preparat har en lång användning inom schamanistiska riter i det som idag är regnskogen i Peru.

### Modern användning
2011 hade dokumentärfilmen Stepping into the Fire premiär. Dokumentären berättar historien om en före detta yrkesmilitär som via ayahuasca sägs ha fått "ett nytt liv" vid sidan av den västerländska civilisationen. Filmen presenterar ayahuasca som en mirakelmedicin och har bidragit till ett ökande resande till Amazonas av folk som vill öppna sina ögon för nya världar.
Ayahuascabruk har även spridits till en ny subkultur i USA; dekokter med DMT-innehåll smugglas in i landet av "schamaner" med hemvist i Sydamerika. Växten konsumeras sedan vid seanser med entréavgifter på mellan 150 och 300 US-dollar.

## Innehåll
Kemiskt sett innehåller B. caapi betakarboliner, främst harmin och harmalin. Dessa har en kraftfull psykedelisk effekt i sig själva, men har även förmågan att göra tryptaminer (som till exempel DMT) oralt aktiva på grund av deras MAO-hämmande effekt. DMT har i sig självt hallucinogena effekter.
Vissa beredningar av andra växter innehållande betakarboliner och DMT kallas ibland ayahuasca. Sammanlagt cirka 100 olika växtarter har fått användning som del av dessa växtblandningar. Den lämpliga benämningen är anahuasca.

## Effekt
Människor som konsumerat ayahuasca rapporterar ofta om andliga uppenbarelser angående deras plats och syfte på jorden, universums sanna natur samt djupa insikter i hur de kan leva ett mer positivt och meningsfullt liv. För många blir detta ett uppvaknande som ibland beskrivs som en pånyttfödelse. Det är inte ovanligt att användare i efterhand beskriver upplevelsen som det absolut svåraste men viktigaste och mest meningsfulla de gjort i hela sina liv.
Intag av ayahuasca kan också orsaka signifikant men tillfällig emotionell och psykologisk ångest och det fyra timmar långa ruset kan vara extremt obehagligt. Kräkningar är vanligt och diarréer och illamående kan också förekomma. Inom ayahuasca-kulturen förklaras detta som utrensning av negativ energi och djupt rotade känslor som lagrats under ens livstid. Ett fåtal dödsfall har rapporterats i samband med intag av ayahuasca. Vissa av dödsfallen kan ha orsakats av hjärtsjukdomar, högt blodtryck, användning av antidepressiva läkemedel eller andra droger, koffein, nikotin, eller någon okänd växt som kan ha blandats i brygden.
Forskning som framtagits av Beckley Foundation föreslår att intag av ayahuasca kan ge en betydande ökning i ens förmåga till mindfulness och att ayahuasca kan främja neurogenes (tillväxt av nya hjärnceller) in vitro.
1993 inleddes Hoasca-projektet, ett medicinskt undersökningsprojekt lett av Charles Grob (kopplad till UCLA). Projektet gav vid handen att ayahuasca var verksamt som medel mot depression och att effekten nås bland annat genom att öka den mänskliga kroppens känslighet för kroppseget serotonin. Den största "bieffekten" av ayahuasca som depressionshämmare är dock de kraftfulla hallucinationerna, vilket begränsar medlets användbarhet som läkemedel.